# Battaglia di Pichincha
La battaglia di Pichincha, combattuta il 24 maggio del 1822, fu la battaglia che liberò l'Ecuador dal dominio spagnolo. Antonio José de Sucre, uno dei migliori generali di Simón Bolívar, riuscì con il suo esercito a sconfiggere le truppe realiste di Madrid incapaci di sfruttare a proprio vantaggio una posizione favorevole sul terreno. I realisti perdettero le bandiere di guerra e un terzo degli effettivi.

## Antefatto
Le colonie spagnole del Sudamerica conquistarono l'indipendenza tra il 1817 e il 1822, quando venne liberata la maggior parte del continente per opera dei generali José de San Martín e Simón Bolívar. Quest'ultimo (eroe delle vittoriose guerre d'indipendenza di Venezuela e Colombia) raggiunse l'Ecuador dopo una grave sconfitta da parte degli spagnoli presso Consacá.
Il generale Sucre si mise all'inseguimento del nemico che non aveva approfittato del disastro degli indipendentisti, e in pochi giorni arrivò sulle pendici gelate del vulcano Cotopaxi, valicato il quale si trovava in vista di Quito, dov'era arroccato il generale Melchor Aymerich, devoto a Madrid.
Il 21 maggio 1822, Sucre arrivò a Chilogallo, a sud-ovest di Quito, per affrontare i realisti, i quali però non attaccarono. Nella notte del 23 maggio Sucre si mise in marcia lungo la strada sulle pendici del vulcano Pichincha per occupare le vie a nord di Quito e isolare la città. Solo alcune unità di cavalleria portarono a compimento il piano; il resto dell'esercito si confrontò con i realisti.

## La battaglia

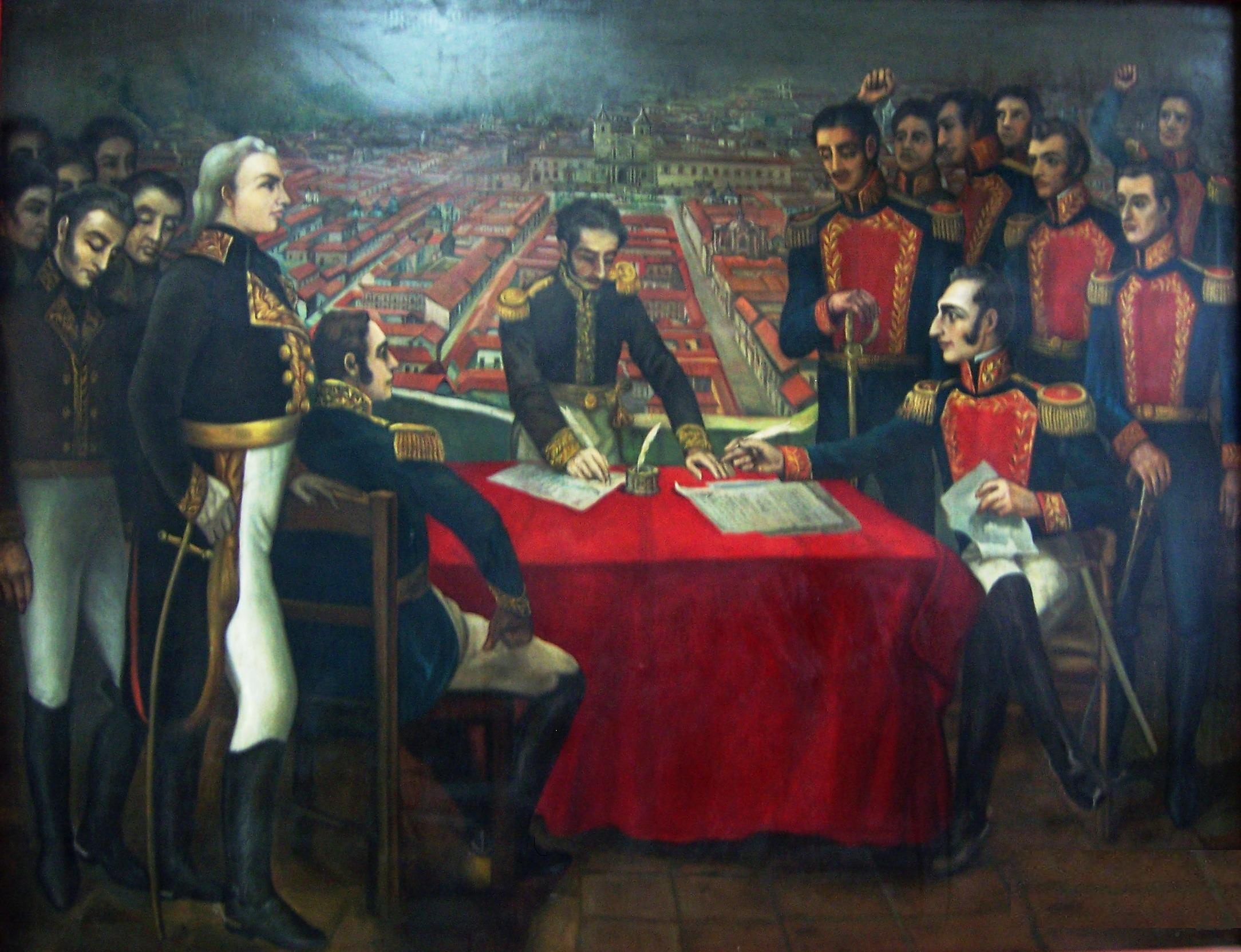
La Capitulación de la Batalla de Pichincha, olio su tela di Antonio Salas.

Alle ore 8 del 24 maggio, gli spagnoli videro le truppe di Sucre in movimento nella zona del monte Panecillo e decisero di attaccarle. I primi a scontrarsi con le truppe di Madrid furono gli argentini del Battaglione Trujillo e due compagnie colombiane del Battaglione Yaguachi; poco dopo anche le forze indipendentiste della divisione colombiana agli ordini del generale Josè Mires entrarono in battaglia.
Due compagnie del Battaglione Alto Magdalena del colonnello José María Córdova tentarono di aggirare i realisti, i Battaglioni Trujillo e Yaguachi si ritirarono perché ormai senza munizioni.I realisti ne approfittarono attaccando le unità in ripiegamento che però furono prontamente protette dal battaglione colombiano Paya, che respinse l'attacco. I realisti subirono pesanti perdite durante un altro attacco sul fianco sinistro, quando furono respinti dai britannici del Battaglione Albone, del tenente colonnello John Mackintosh, di scorta alla carovana di munizioni nella retroguardia indipendentista.
Intorno alle ore 12 il battaglione Alto Magdalena ricevette l'ordine di attaccare i realisti, e questa fu l'offensiva che concluse la battaglia intorno alle 12:30. Le cavallerie dei due schieramenti non erano intervenute a causa del terreno in pendenza, e quando gli indipendentisti entrarono a Quito misero in fuga la cavalleria realista.
Il 25 maggio, Aymerich fu costretto a capitolare; pur carente di artiglieria, Sucre si impossessò dei forti e della città stessa, ricca di depositi e munita di 14 cannoni. Le sue truppe conquistarono anche le bandiere nemiche e l'Ecuador finalmente si unì alle colonie liberate.